# Siamesisk eldrygg
Siamesisk eldrygg (Lophura diardi) är en fågel i familjen fasanfåglar inom ordningen hönsfåglar.

## Utseende och läte
Siamesisk eldrygg är en praktfullt tecknad hönsfågel. Hanen är blågrå med lysande rött i ansiktet och en lång och glansig svart stjärt. "Eldryggen" som gett arten dess namn är svår att se, en gnistrande fläck på övergumpen. Honan är brun med svartvitbandade vingar och en mindre röd bar hudfläck i ansiktet. Liknande hona silverfasan saknar den tydliga vingbandningen. Hanen visslar högljutt för att locka honan.

## Utbredning och systematik
Fågeln förekommer i låglänta områden i östra Myanmar, Thailand och Indokina. Den behandlas som monotypisk, det vill säga att den inte delas in i några underarter.

## Levnadssätt
Siamesisk eldrygg är en marklevande hönsfågel som hittas i lövskogar i låglänta områden och förberg. Där påträffas den oftast tidiga morgnar på stigar och utmed vägar.

## Status och hot
Arten har ett stort utbredningsområde och en stor population, men tros minska i antal, dock inte tillräckligt kraftigt för att den ska betraktas som hotad. Internationella naturvårdsunionen IUCN listar därför arten som livskraftig (LC). Beståndet uppskattas till i storleksordningen 20 000 till 50 000 vuxna individer.

## Namn
Fågelns vetenskapliga artnamn hedrar den franske zoologen Pierre Médard Diard (1795-1863) som samlade specimen i Nederländska Ostindien.

## Bildgalleri

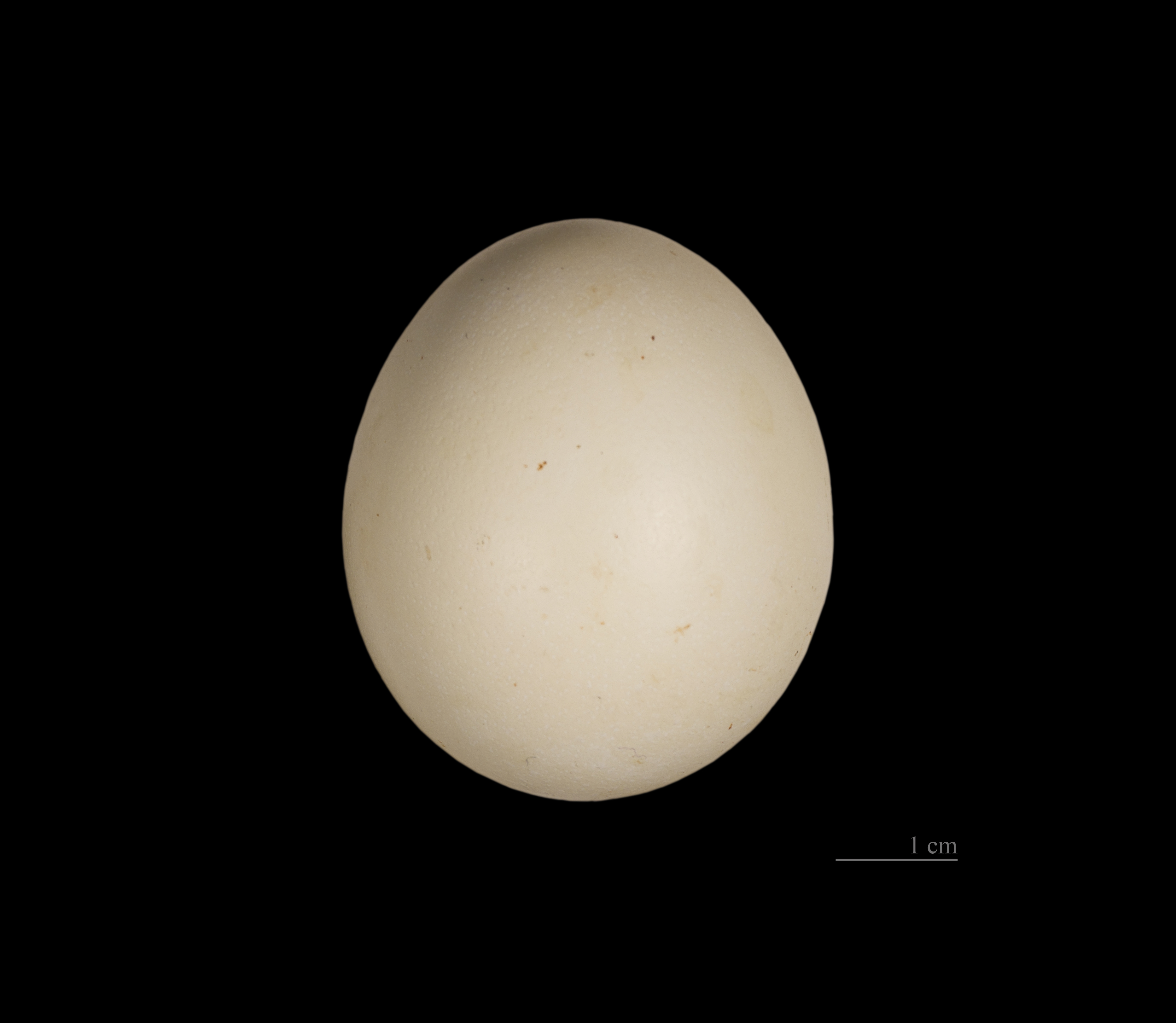
Ägg från siamesisk eldrygg
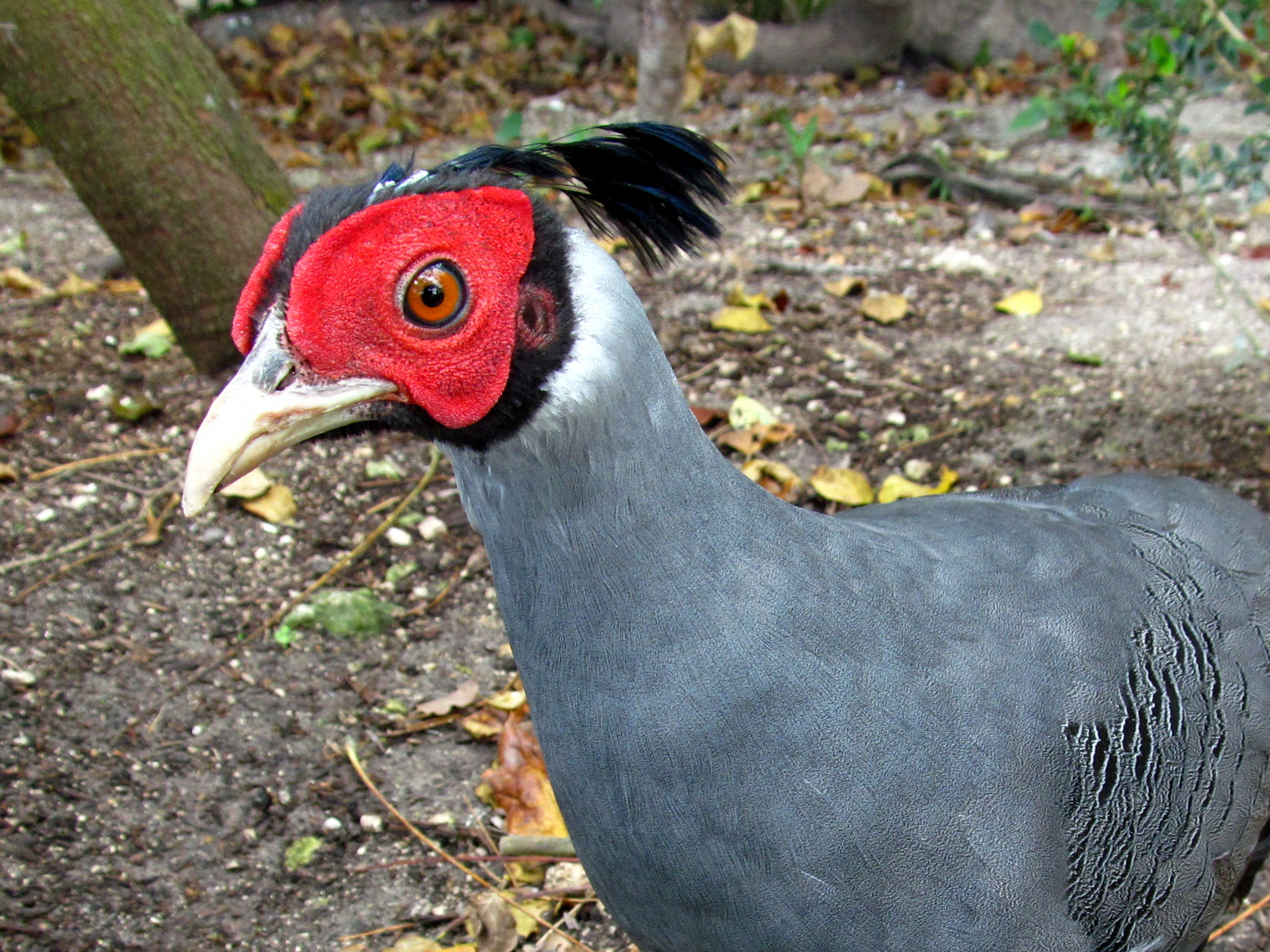
Adulta hanfåglar, fotograferad på zoo i USA.
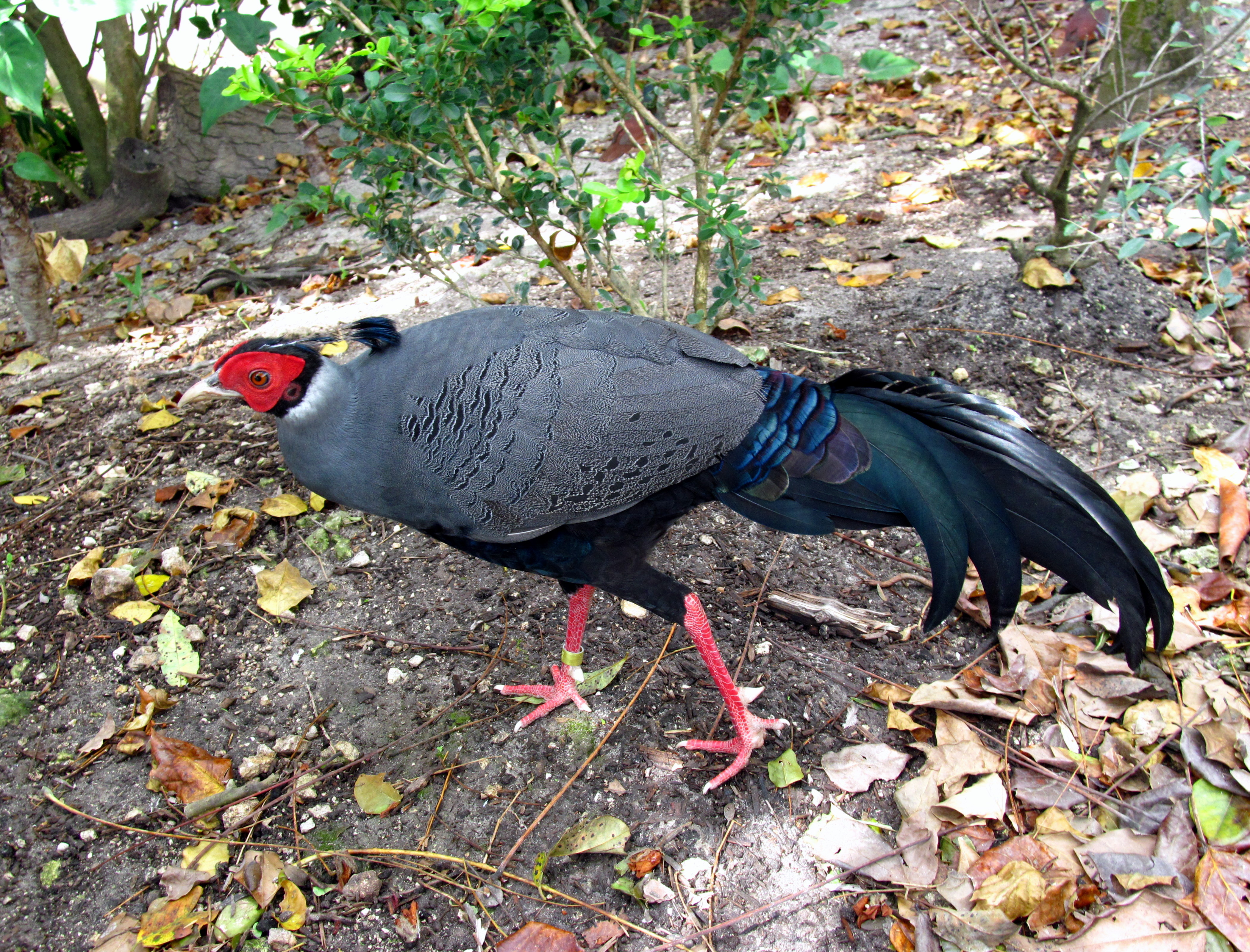
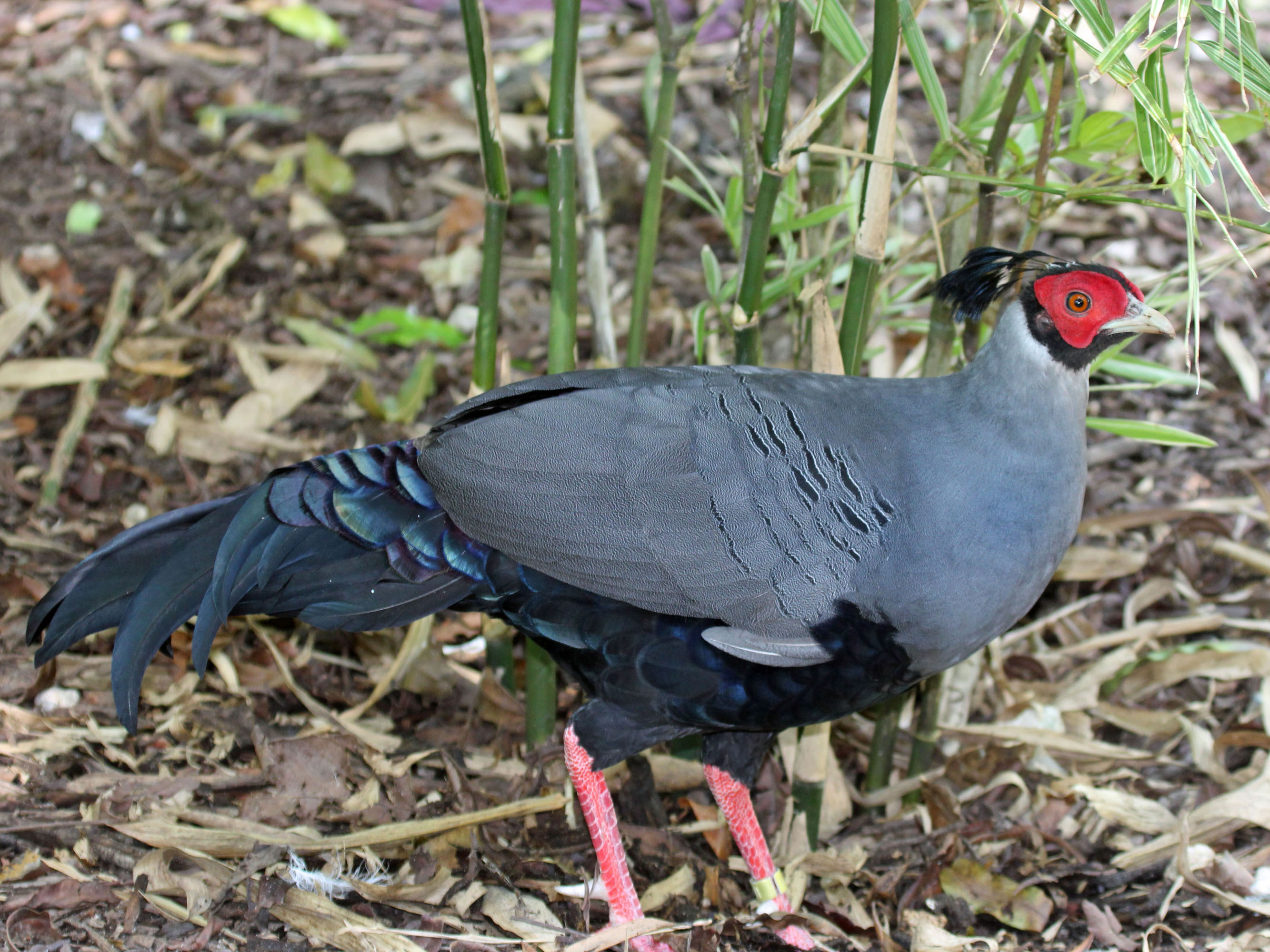